# NGC 1334
NGC 1334 is een spiraalvormig sterrenstelsel in het sterrenbeeld Perseus. Het hemelobject werd op 14 februari 1863 ontdekt door de Duits-Deense astronoom Heinrich Louis d'Arrest.

## Rijtje van zes
Een rijtje van 6 sterren loopt dwars over het stelsel NGC 1334, hetgeen de herkenbaarheid van dit object makkelijker maakt. Het rijtje sterren hoort bij het melkwegstelsel, maar is toevallig te zien in dezelfde richting als het extragalactisch stelsel

## Synoniemen
- PGC 13001
- UGC 2759
- MCG 7-8-18
- ZWG 541.17
- IRAS03266+4139